# La Trinité-sur-Mer
La Trinité-sur-Mer [la tʁi.ni.te syʁ mɛʁ] est une commune française, créée en 1864, située dans le département du Morbihan en région Bretagne.
La Trinité-sur-Mer est connue pour son port et pour ses compétitions nautiques.

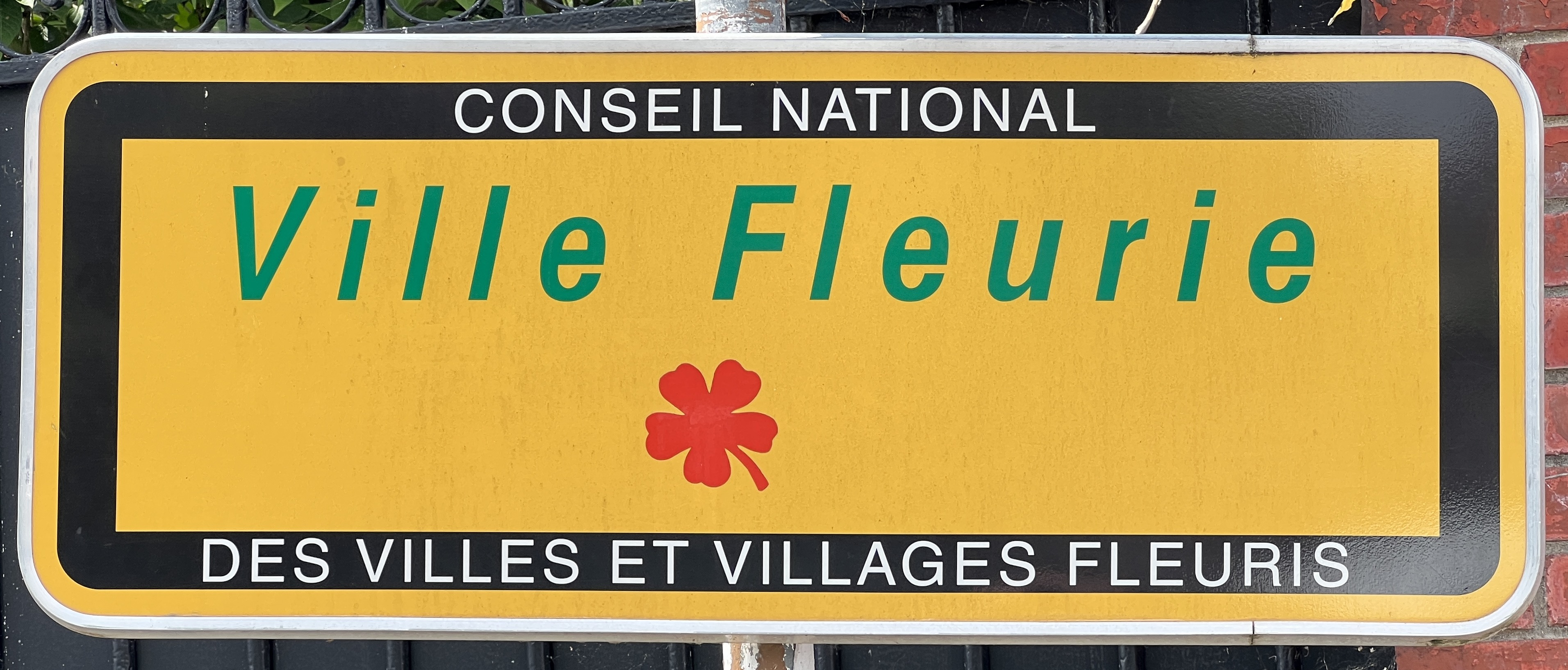
La récompense "Ville Fleurie", également connue sous le nom de "Villes et Villages fleuris, anciennement appelée concours, a été créée en 1959 en France pour promouvoir le fleurissement, l'environnement de vie et les espaces verts.

## Géographie

### Localisation
Bâtie sur une hauteur, la ville de La Trinité-sur-Mer s'étire sur 800 mètres en bordure de la rivière de Crach dont le vaste estuaire, bien abrité, accueille les nombreux parcs à huîtres destinés à la récolte du naissain. Un petit port de pêche, un port de plaisance très fréquenté et des chantiers navals apportent une grande animation à la cité balnéaire qui possède de belles plages le long de la presqu'île de Kerbihan.
| Plouharnel | Saint-Philibert                     | Saint-Philibert |
| Carnac     | La Trinité-sur-Mer                  | Saint-Philibert |
| Carnac     | océan Atlantique (baie de Quiberon) | Locmariaquer    |

### Géologie et relief

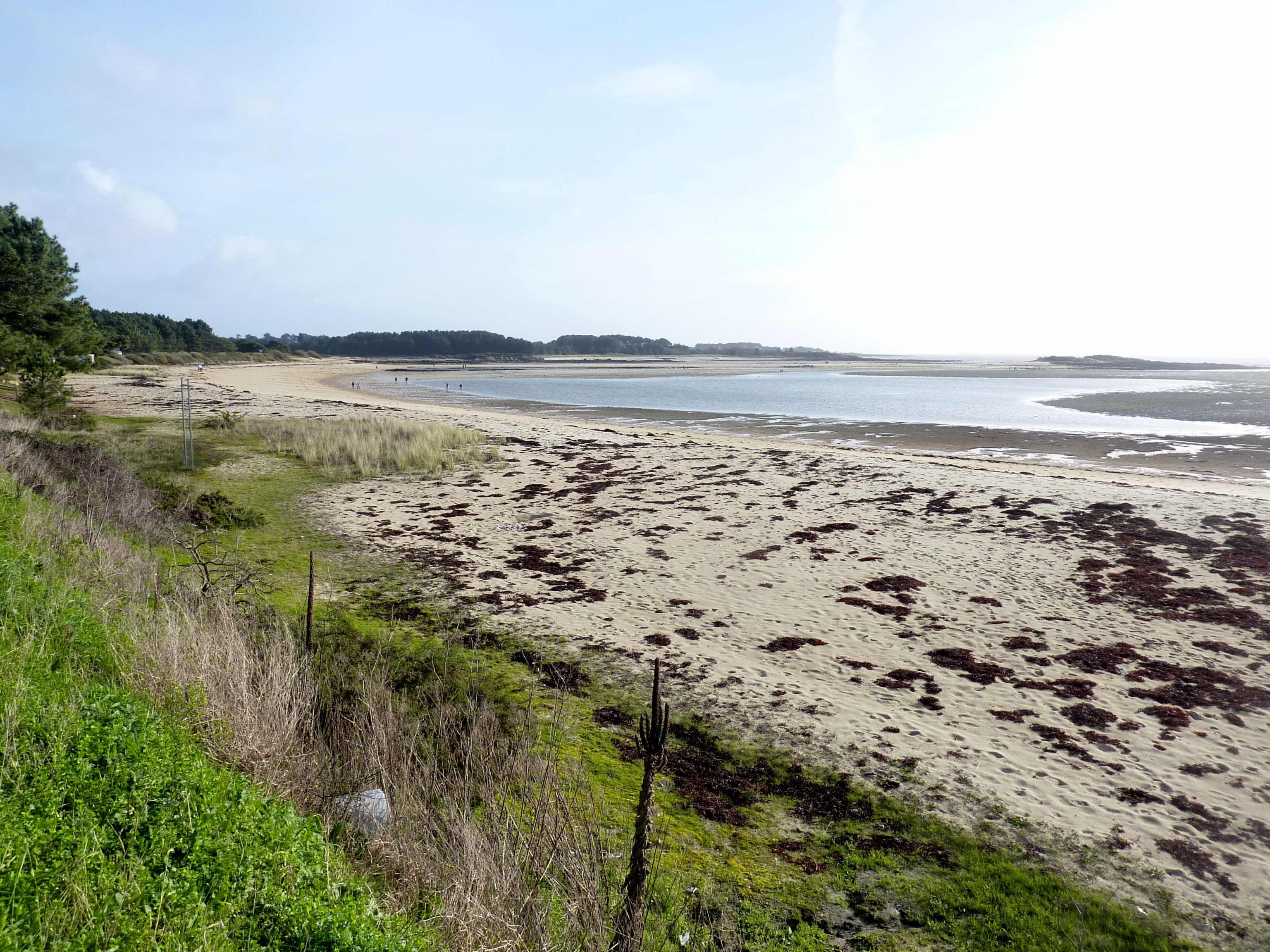
La pointe de Men Du et l'île de Stuhan vue depuis la plage du Men Du.

### Hydrographie
Pour un article plus général, voir Réseau hydrographique du Morbihan.
La commune est située dans le bassin Loire-Bretagne. Elle n'est drainée par aucun cours d'eau,.

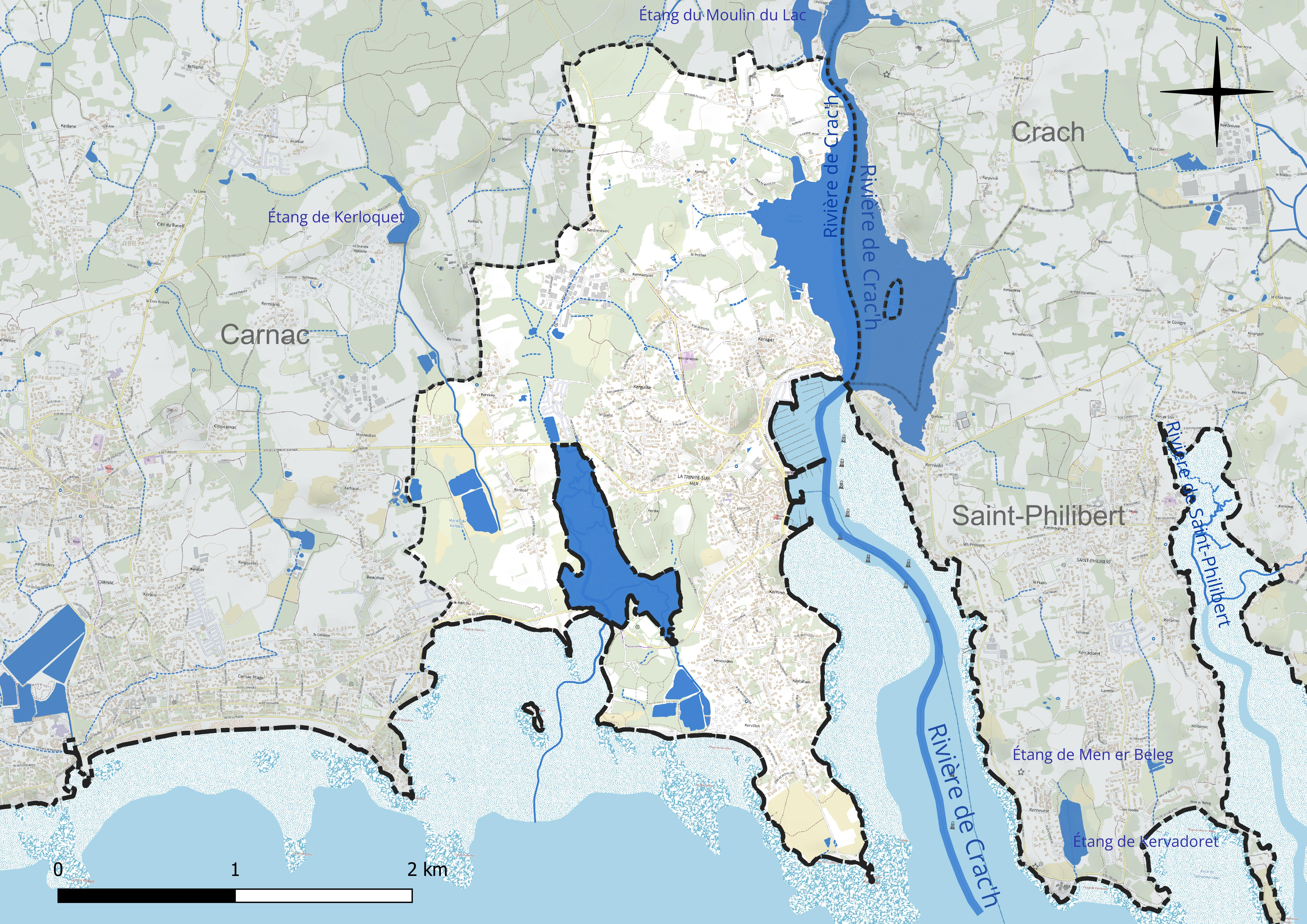
Réseau hydrographique de la Trinité-sur-Mer.

### Climat
Pour des articles plus généraux, voir Climat de la Bretagne et Climat du Morbihan.
En 2010, le climat de la commune est de type climat océanique franc, selon une étude du CNRS s'appuyant sur une série de données couvrant la période 1971-2000. En 2020, Météo-France publie une typologie des climats de la France métropolitaine dans laquelle la commune est exposée à un climat océanique et est dans la région climatique Bretagne orientale et méridionale, Pays nantais, Vendée, caractérisée par une faible pluviométrie en été et une bonne insolation. Parallèlement l'observatoire de l'environnement en Bretagne publie en 2020 un zonage climatique de la région Bretagne, s'appuyant sur des données de Météo-France de 2009. La commune est, selon ce zonage, dans la zone « Littoral doux », exposée à un climat venté avec des étés cléments.
Pour la période 1971-2000, la température annuelle moyenne est de 12,2 °C, avec une amplitude thermique annuelle de 11,4 °C. Le cumul annuel moyen de précipitations est de 842 mm, avec 13 jours de précipitations en janvier et 6,6 jours en juillet. Pour la période 1991-2020, la température moyenne annuelle observée sur la station météorologique la plus proche, située sur la commune d'Auray à 10 km à vol d'oiseau, est de 12,6 °C et le cumul annuel moyen de précipitations est de 969,3 mm,. Pour l'avenir, les paramètres climatiques de la commune estimés pour 2050 selon différents scénarios d’émission de gaz à effet de serre sont consultables sur un site dédié publié par Météo-France en novembre 2022.

## Urbanisme

### Typologie
Au 1er janvier 2024, La Trinité-sur-Mer est catégorisée bourg rural, selon la nouvelle grille communale de densité à sept niveaux définie par l'Insee en 2022.
Elle appartient à l'unité urbaine de Carnac, une agglomération intra-départementale regroupant cinq  communes, dont elle est une commune de la banlieue,,. La commune est en outre hors attraction des villes,.
La commune, bordée par l'océan Atlantique, est également une commune littorale au sens de la loi du 3 janvier 1986, dite loi littoral. Des dispositions spécifiques d’urbanisme s’y appliquent dès lors afin de préserver les espaces naturels, les sites, les paysages et l’équilibre écologique du littoral, tel le principe d'inconstructibilité, en dehors des espaces urbanisés, sur la bande littorale des 100 mètres, ou plus si le plan local d’urbanisme le prévoit.

### Occupation des sols
L'occupation des sols de la commune, telle qu'elle ressort de la base de données européenne d’occupation biophysique des sols Corine Land Cover (CLC), est marquée par l'importance des territoires artificialisés (41,4 % en 2018), en augmentation par rapport à 1990 (33,2 %). La répartition détaillée en 2018 est la suivante : 
zones urbanisées (34,4 %), zones agricoles hétérogènes (27 %), forêts (18,9 %), zones industrielles ou commerciales et réseaux de communication (6,8 %), zones humides côtières (5 %), milieux à végétation arbustive et/ou herbacée (4,8 %), eaux maritimes (2,1 %), terres arables (0,5 %), espaces ouverts, sans ou avec peu de végétation (0,3 %), espaces verts artificialisés, non agricoles (0,2 %). L'évolution de l’occupation des sols de la commune et de ses infrastructures peut être observée sur les différentes représentations cartographiques du territoire : la carte de Cassini (XVIIIe siècle), la carte d'état-major (1820-1866) et les cartes ou photos aériennes de l'IGN pour la période actuelle (1950 à aujourd'hui).

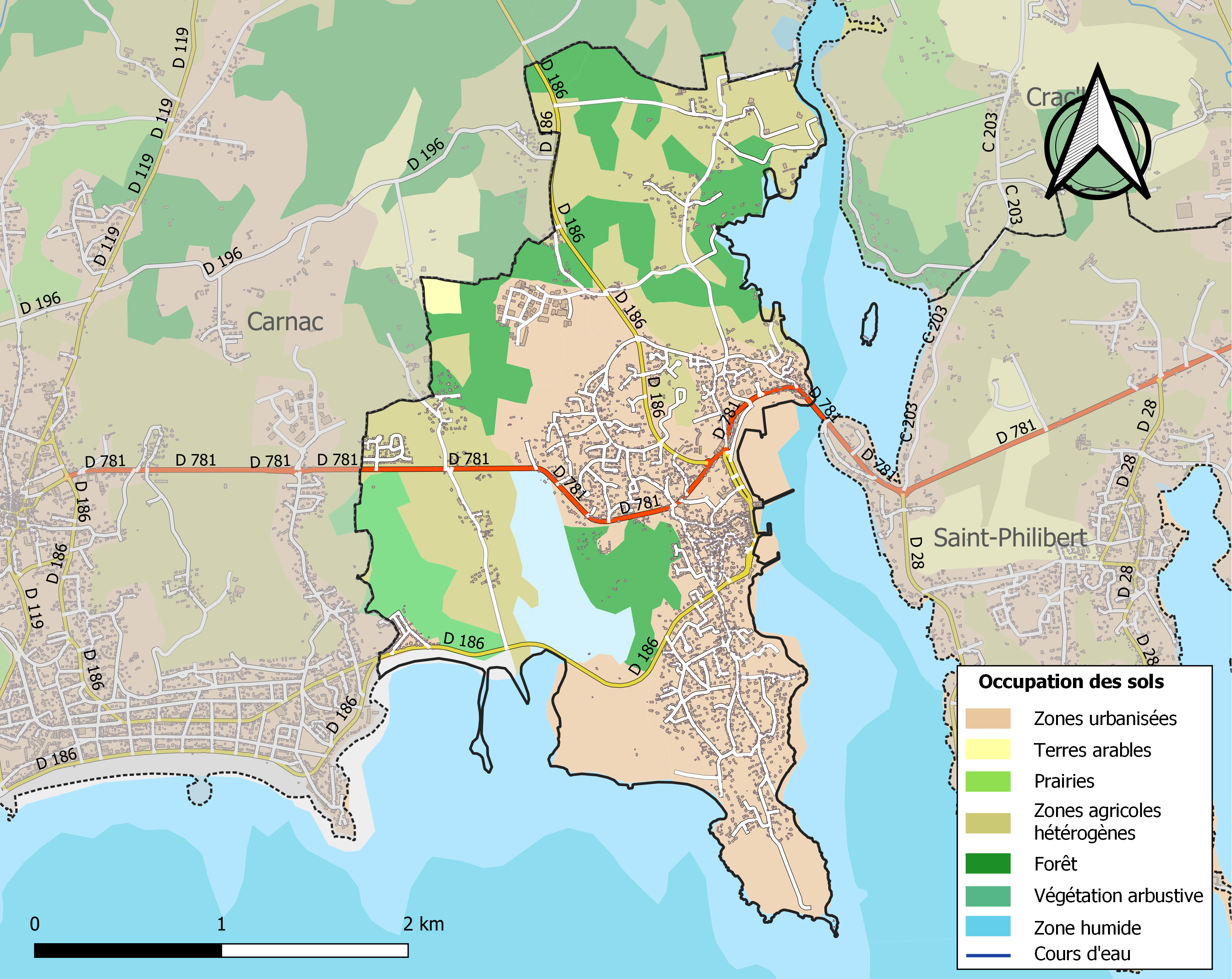
Carte des infrastructures et de l'occupation des sols de la commune en 2018 (CLC).

### Voies de communication et transports

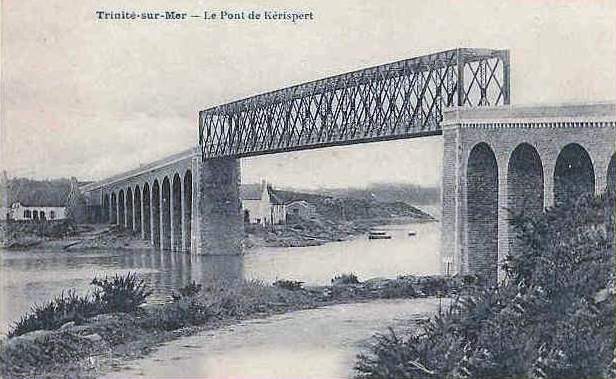
Le premier pont de Kerisper sur la Rivière de Crac'h (construit entre 1899 et 1901).

Le premier pont de Kerisper permettant de franchir la Rivière de Crac'h et de relier La Trinité-sur-Mer à Crac'h et Locmariaquer via Saint-Philibert fut construit entre 1899 et 1901 (sa construction était réclamée par les habitants de la région depuis des décennies). Ce pont était constitué d'arches en pierres à ses deux extrémités, avec un tablier métallique (type Eiffel) de 100 mètres de long et à voie unique dans sa partie centrale. Ce pont fut détruit par les Allemands le 8 août 1944. Le nouveau et actuel pont de Kerisper a été inauguré en 1956 et a connu une rénovation importante en 2009-2010.

## Toponymie
Le nom de la localité tire son nom de la chapelle du village édifiée en 1682 en remplacement d'une ancienne chapelle Saint-Gildas. Avant 1864, elle s'appelait encore Locqueltas, en breton Lokeltaz, « lieu de Gweltas (Gildas) ».
Le nom de la commune en breton est An Drinded-Karnag, ce qui traduit en français donne La Trinité-Carnac. An Drinded rappelle La Sainte Trinité des Chrétiens.

## Histoire

### Moyen Âge
C'est à partir du XIIIe siècle que l'on trouve des traces du village et de son port. L'activité saline est très importante pendant plusieurs siècles. Une maison de douanier postée en vigie à l’entrée du chenal témoigne de cette époque.
La Trinité-sur-Mer comprend 15 des 70 villages recensés dans la paroisse de Carnac en 1475. Parmi ceux-ci, Locqueltas (frairie de Larmor) ; une chapelle de la Sainte-Trinité y est construite en 1682, succédant à une chapelle Saint-Gildas. Locqueltas devient alors le village de la Trinité (bourg actuel).

### LeXIXesiècle

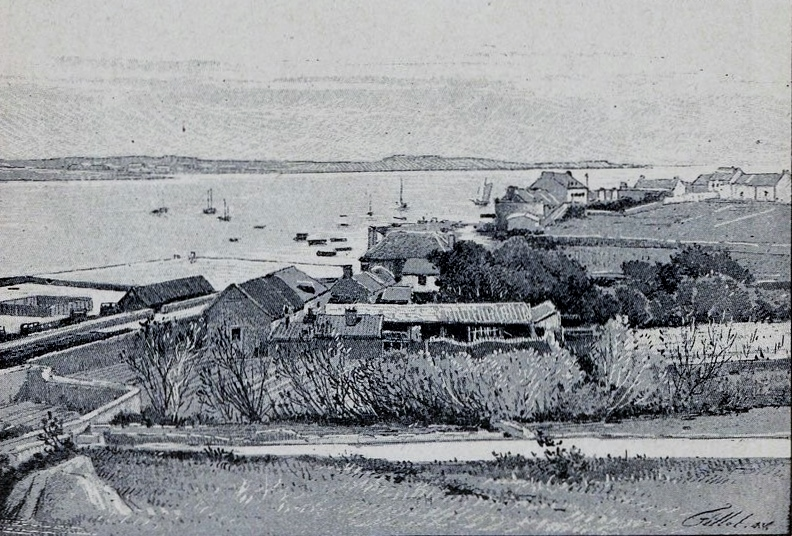
Dessin de A. Karl représentant La Trinité-sur-Mer vers 1893.

La commune de la Trinité-sur-Mer est créée en 1864, la paroisse en 1865.

### LeXXesiècle

#### La Belle Époque
Un vœu en faveur d'un projet de construction d'une ligne de chemin de fer à voie étroite allant d'Étel à Vannes en passant par La Trinité-sur-Mer, Crach, Le Bono, Baden et Arradon, qui aurait nécessité la construction de plusieurs ouvrages d'art, fut voté en 1916 par le Conseil général du Morbihan, mais ce projet n'aboutit pas. Seule la ligne de tramway allant de la Trinité à Étel fut construite en 1901, mais elle ferma en 1915 et rouvrit, transformée en ligne de chemin de fer à voie étroite, entre 1922 et 1935.

#### L'Entre-deux-guerres
Le village se développa autour du commerce maritime et la petite communauté prospéra. Mais en 1931, le gouvernement prit une mesure protectionniste pour favoriser les Charbonnages de France. Le commerce maritime s'arrêta à la Trinité-sur-Mer. Le village se tourna alors vers la pêche. L'ancienne criée, démolie en 1923, fut reconstruite, et les goélettes laissèrent la place aux bateaux de pêche.

#### La Seconde Guerre mondiale
L'épave d' un bombardier de la Royal Air Force, qui s'abima en mer à l'entrée du chenal du port de La Trinité pendant la Seconde Guerre mondiale a été retrouvée en 2015 par le Groupement de recherche archéologique, historique et maritime de Bretagne Sud (GRAHMBS).

### LeXXIesiècle
Aujourd'hui, le port de pêche s'est transformé en port de plaisance avec l'essor du tourisme nautique. L'ostréiculture est aussi bien présente à la Trinité-sur-Mer.

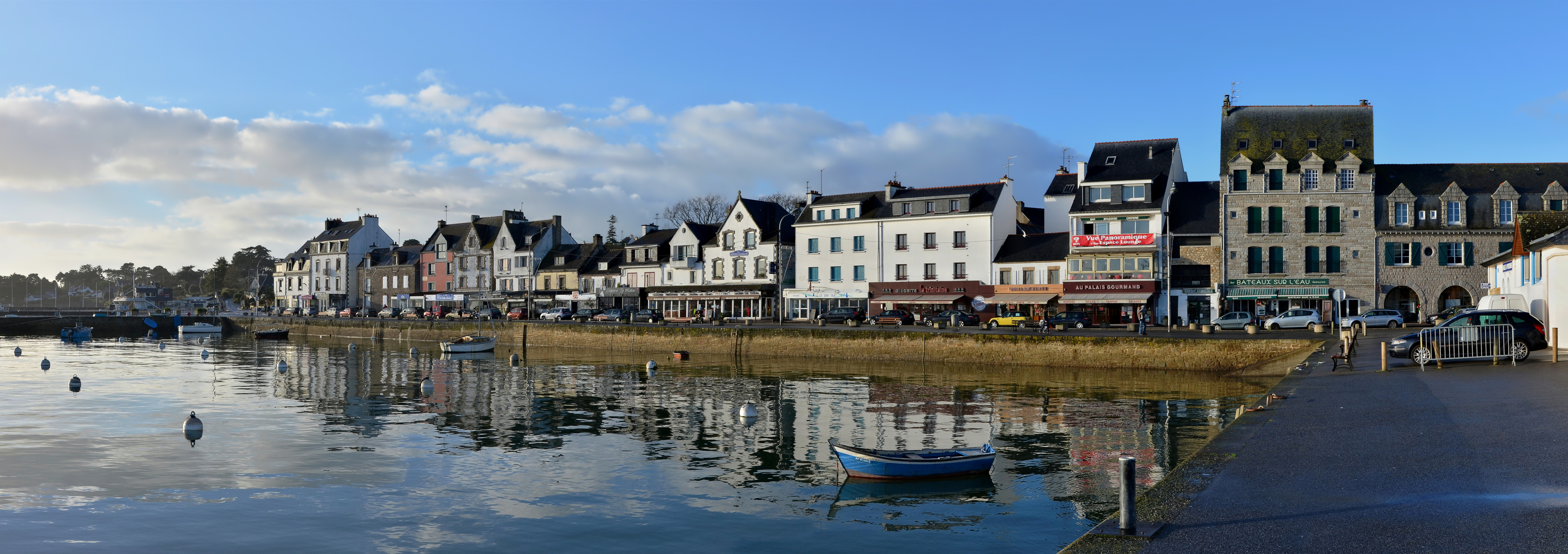
Le front de mer.

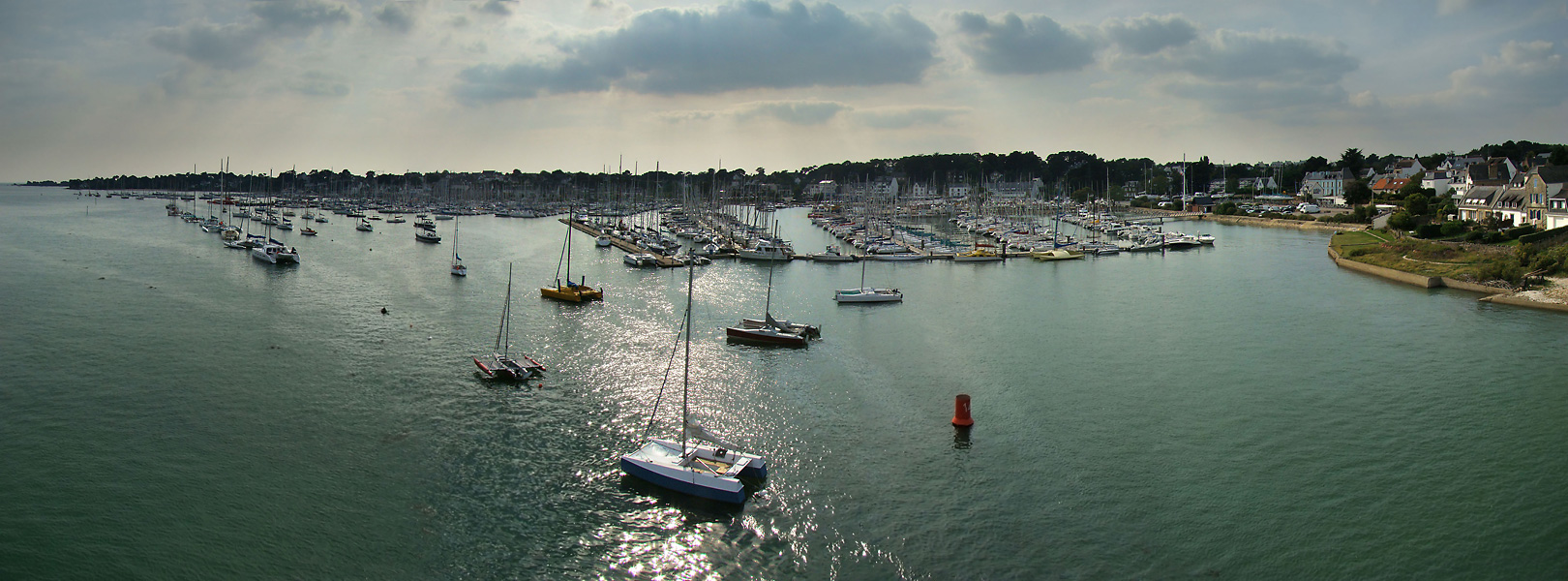
Le port de plaisance.

## Politique et administration

### Liste des maires
| Période        | Période                  | Identité                           | Étiquette | Qualité                                                                   |
| -------------- | ------------------------ | ---------------------------------- | --------- | ------------------------------------------------------------------------- |
| mai 1864       | septembre 1864           | Jean Marie Thomas                  |           |                                                                           |
| septembre 1864 | janvier 1871 (décès)     | Pierre-Marie Le Goff               |           |                                                                           |
| mai 1871       | octobre 1876             | Mathurin Le Gloahec                |           |                                                                           |
| octobre 1876   | janvier 1878             | Joseph Marie Jouan                 |           |                                                                           |
| janvier 1878   | mai 1880                 | Joseph Marie Dannic                |           |                                                                           |
| mai 1880       | mai 1892                 | Jean-Marie Le Pendu                |           |                                                                           |
| mai 1892       | mai 1912                 | Joseph Le Dannic                   |           |                                                                           |
| mai 1912       | mai 1914                 | Léon Rio                           |           |                                                                           |
| mai 1914       | décembre 1919            | Pierre Kermorvant                  |           | Capitaine de la Marine marchande                                          |
| décembre 1919  | mai 1935                 | Georges Rigoine de Fougerolles     |           |                                                                           |
| mai 1935       | août 1944                | Henri Maugery                      |           |                                                                           |
| août 1944      | octobre 1945             | Georges Rigoine de Fougerolles     |           |                                                                           |
| octobre 1945   | mai 1953                 | Louis Allain                       |           |                                                                           |
| mai 1953       | 28 mars 1965             | Joseph Le Corvec                   |           |                                                                           |
| 28 mars 1965   | juillet 1974 (démission) | Robert de Kersauson de Pennendreff |           | Général de brigade, cadre de réserve                                      |
| juillet 1974   | octobre 1986 (démission) | Maurice Schlogel                   |           | Banquier, professeur d'université                                         |
| octobre 1986   | juin 1995                | André Nygren                       | DVD       | Capitaine au long cours                                                   |
| juin 1995      | 28 mars 2005 (démission) | Marcel Germain                     | DVD       | Médecin                                                                   |
| 28 mars 2005   | 21 mars 2008             | Claude Le Goffe                    |           | Chirurgien-dentiste Premier adjoint au maire (1995 → 2005)                |
| 21 mars 2008   | 28 mars 2014             | Yves Normand                       | UMP       | Juriste en entreprise                                                     |
| 28 mars 2014   | 26 mai 2020              | Jean-François Guézet               | DVD       | Retraité                                                                  |
| 26 mai 2020    | En cours                 | Yves Normand                       | DVC       | Juriste en entreprise 4e vice-président d'Auray Quiberon Terre Atlantique |

## Population et société

### Démographie
L'évolution du nombre d'habitants est connue à travers les recensements de la population effectués dans la commune depuis 1866. Pour les communes de moins de 10 000 habitants, une enquête de recensement portant sur toute la population est réalisée tous les cinq ans, les populations de référence des années intermédiaires étant quant à elles estimées par interpolation ou extrapolation. Pour la commune, le premier recensement exhaustif entrant dans le cadre du nouveau dispositif a été réalisé en 2006.

En 2022, la commune comptait 1 837 habitants, en évolution de +13,89 % par rapport à 2016 (Morbihan : +3,82 %, France hors Mayotte : +2,11 %).
| 1866  | 1872  | 1876  | 1881  | 1886  | 1891  | 1896  | 1901  | 1906  |
| ----- | ----- | ----- | ----- | ----- | ----- | ----- | ----- | ----- |
| 1 100 | 1 055 | 1 066 | 1 093 | 1 122 | 1 268 | 1 388 | 1 382 | 1 431 |

| 1911  | 1921  | 1926  | 1931  | 1936  | 1946  | 1954  | 1962  | 1968  |
| ----- | ----- | ----- | ----- | ----- | ----- | ----- | ----- | ----- |
| 1 410 | 1 419 | 1 573 | 1 652 | 1 783 | 2 090 | 1 605 | 1 533 | 1 530 |

| 1975  | 1982  | 1990  | 1999  | 2006  | 2011  | 2016  | 2021  | 2022  |
| ----- | ----- | ----- | ----- | ----- | ----- | ----- | ----- | ----- |
| 1 404 | 1 477 | 1 433 | 1 530 | 1 531 | 1 639 | 1 613 | 1 768 | 1 837 |

En 2018, selon l'Insee, 67,3 % des logements étaient des résidences secondaires à La Trinité-sur-Mer.

### Enseignement
La ville possède une école publique maternelle et primaire baptisée Les Crevettes Bleues. Elle se compose de trois classes : une maternelle, une CP-CE1 et une CE2-CM1-CM2. L'école possède aussi 3 cours de récréation.
La ville possède également une école privée baptisée " Notre Dame", comprenant 3 classes.

### Sports

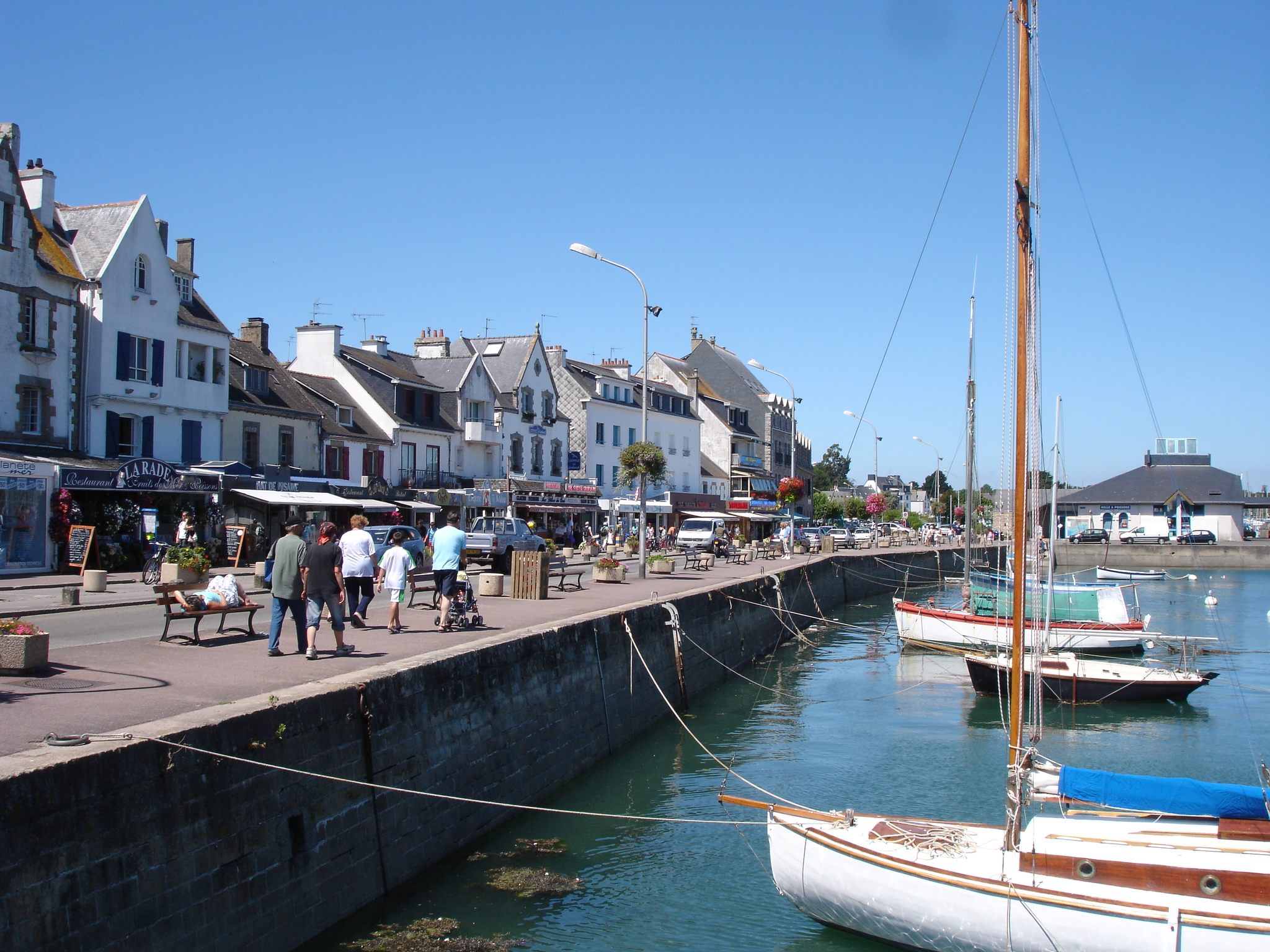
Le port de la Trinité-sur-Mer.

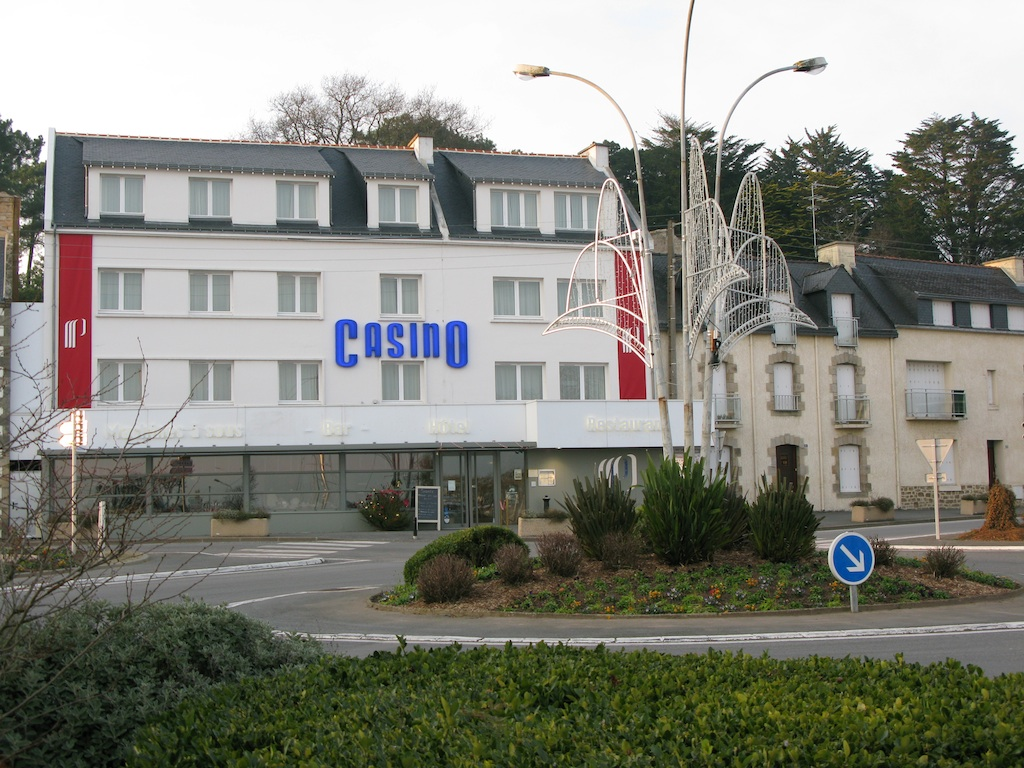
Le casino de La Trinité-sur-Mer.

En complément au tourisme terrestre, La Trinité a développé son port à flot, qui est aujourd'hui un des principaux ports de plaisance en Bretagne. Sa position privilégiée au fond d'un estuaire lui permet d'accueillir les multicoques (catamarans, trimarans) qui viennent se préparer pour les courses autour du monde.
Mais La Trinité-sur-Mer est surtout un des lieux de régate les plus importants d'Europe. La Société Nautique de La Trinité-sur-Mer organise de nombreuses régates, forme les marins à travers son école de voile et de sport. Toutes les séries de course-croisière s'y retrouvent le weekend de Pâques où plus de 400 bateaux peuvent se retrouver dans une quinzaine de séries différentes, pour les régates du Spi Ouest-France.
La situation géographique de La Trinité permet d'organiser des régates complexes mais équitables dans la baie de Quiberon ainsi que des courses hauturières le long des côtes de Bretagne sud et autour des îles du Ponant.
La ville avait aussi un casino qui complétait l'offre en termes d'activités de loisirs et de tourisme ; il contribuait à financer une partie des équipements de la ville et leur entretien. Fermé depuis le 30 juin 2015, le Casino sert maintenant d'hôtel sous le nom "Hôtel de la Trinité".

## Patrimoine, personnalités et héraldique

### Lieux et monuments

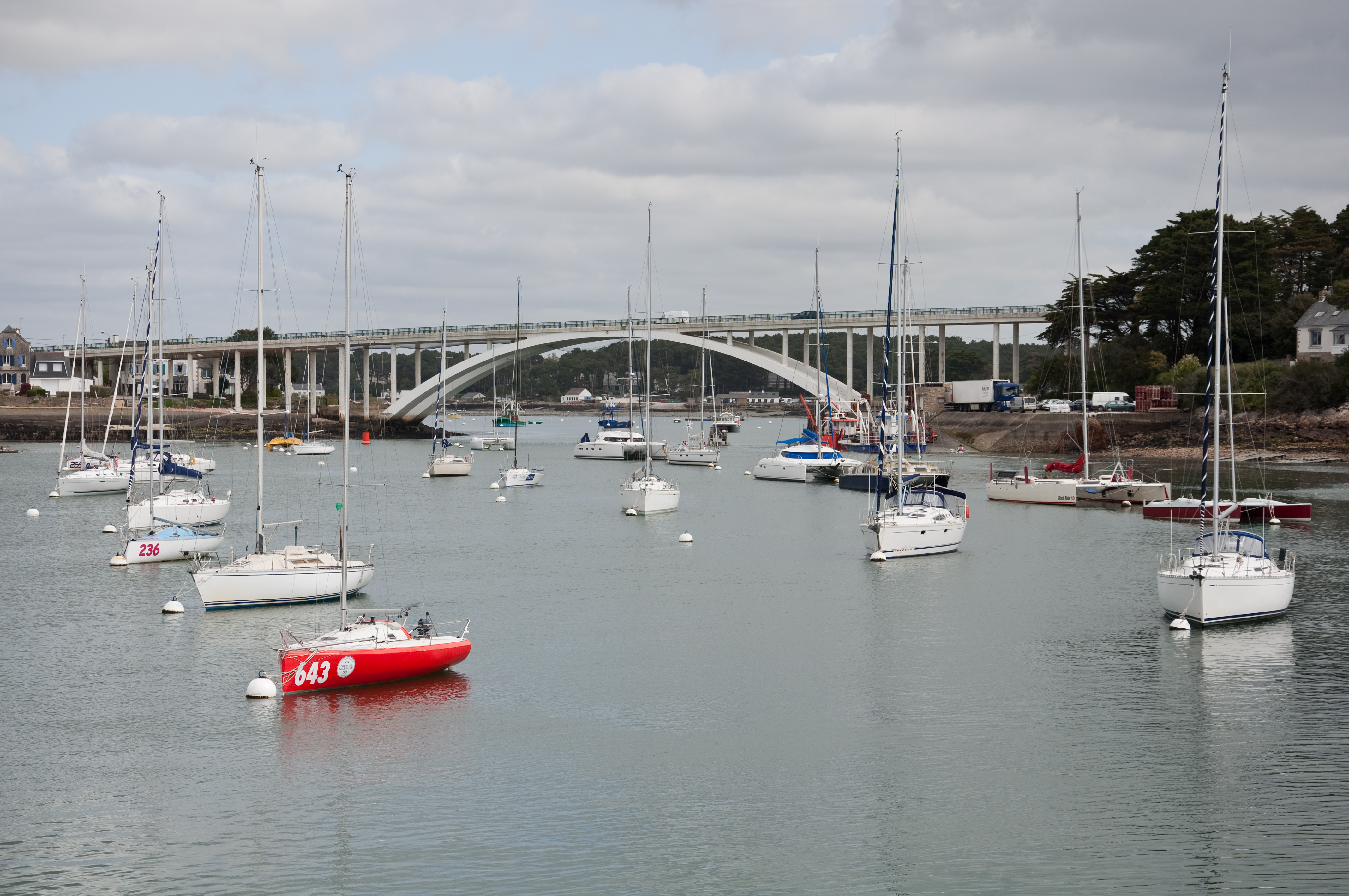
Le pont de Kerisper.

- Le pont de Kerisper rejoint Saint-Philibert en franchissant la rivière de Crac'h. À l'origine, il s'agissait d'un pont en acier, conçu par Gustave Eiffel et inauguré en 1901. Il fut détruit en 1944 par les Allemands et reconstruit entre 1956 et 1958, sous la forme d'un pont en arc de 203 mètres de long. La structure attaquée par la corrosion due à l'environnement marin, des travaux de réfection ont été engagés fin 2009[34]. Après avoir été interrompus et reportés de plusieurs mois, ils ont repris en septembre 2010, pour une durée prévue d'un an[35].

- La Trinité-sur-Mer possède plusieurs sites mégalithiques, tous classés aux monuments historiques :
  - Alignements du Petit-Ménec ( Classé MH (1889))
  - Allée couverte d'Er-Roh ( Classé MH (1929))
  - Dolmen de Kermarker ( Classé MH (1899))
  - Dolmen de Mané Rohr ( Classé MH (1947))
  - Dolmens de Mané-Kervilor ( Classé MH (1927))
  - Tumulus d'Er-Velenc-Losquet ( Classé MH (1931))
- Les deux grandes plages exposées au sud sur la baie, celle de Kervillen surveillée par un poste de secours de la SNSM et celle du Men-Dû face à l’île de Stuhan à laquelle elle est reliée à marée basse par un tombolo, accueillent les baigneurs et amateurs de pêche à pied à marée basse ; avec leurs clubs de loisirs, et équipées de toilettes publiques et douches, elles sont accessibles aux personnes à mobilité réduite et bordées de parkings.
- De plus petites plages exposées à l’est s’ouvrent sur le chenal du Crac’h, traversé par les nombreux bateaux de plaisance qui rejoignent le port : elles permettent également la pêche à pied dans la vasière de la Vaneresse, découverte à marée basse et qui s’étend tout le long du chenal jusqu’au port, mais aussi la baignade à marée haute dans des espaces réservés interdits à la navigation.
- Église Saint-Joseph.

### Personnalités liées à la commune
- La famille Le Pen, dont le patriarche Jean-Marie Le Pen (1928-2025) est né et enterré à La Trinité-sur-Mer, et dont d'autres membres comme Marine Le Pen et Marion Maréchal-Le Pen y ont leurs habitudes[36],[37],[38] ;
- Paul-Émile Mangeant (1858-1938), artiste peintre y possédait une résidence secondaire
- Alain Barrière (1935-2019), chanteur français, auteur-compositeur, né et enterré à La Trinité-sur-Mer ;
- Alain Souchon (1944-), chanteur français, possède une résidence secondaire à La Trinité-sur-Mer ;
- Jacques Botherel (1946-), coureur cycliste français, champion du monde amateur sur route en 1965[39] ;
- Philip Plisson (1947-), photographe, établi à La Trinité-sur-Mer ;
- Yves Guillemot (1960-), entrepreneur[40]
- Thomas Coville (1968-), navigateur français.
- Éric Tabarly (1931-1998), navigateur français qui a fait construire le Pen Duick II[41]

### Héraldique
|  | Les armoiries de La Trinité-sur-Mer se blasonnent ainsi : De gueules à trois ancres de marine d’or posées en pairle, leurs trangles appointées, un soleil non figuré du même brochante en abîme ; au chef d’or à un pont à une arche de sable chargé de trois coquilles d’huîtres de gueules rangées en fasces et brochantes. Devise « Dah Hag atao ». Conc. L. Ermoy. |